# Golf Gerre Losone
Golf Gerre Losone is een Zwitserse golfclub in kanton Ticino, aan de zuidkant van de Zwitserse Alpen, bij het Lago Maggiore. De club werd op 8 september 2001 geopend.
De baan ligt te midden van lage rotsachtige bergen en kijkt uit op de zuidkant van de Alpen. Bij de aanleg van de baan werden veel stenen verwijderd en ter decoratie elders geplaatst. De baan heeft drie meren en veel oude palmen, olijf- en kastanjebomen.
De club heeft een golfschool, de Costantino Rocca Golf Academy, waar door Sabina Blok, Luca Cereghini, Carlos Duran en Emanuele De Giorgi hebben lesgegeven.

## Nationale en internationale toernooien
In 2006 werd op Losone de eerste editie gespeeld van het Deutsche Bank Ladies Swiss Open, onderdeel van de Ladies European Tour (LET). Winnares was Gwladys Nocera. In 2007 behaalde de Duitse Bettina Hauert hier haar eerste LET-overwinning en in 2008 won Suzann Pettersen, nadat de vierde ronde wegens zware regenval geannuleerd was.
| Jaar | Winnares         | Land      |
| ---- | ---------------- | --------- |
| 2008 | Suzann Pettersen | Noorwegen |
| 2007 | Bettina Hauert   | Duitsland |
| 2006 | Gwladys Nocera   | Frankrijk |